# تيريز دو ليزيو
القديسه الصغيره تيريزا (بالفرنسية: Thérèse de Lisieux) أو تيريزا الطفل يسوع (2 يناير 1873 - 30 سبتمبر 1897)، لقبت بـ «وردة المسيح الصغيره» في المسيحية، هي راهبة كرمليه فرنسية، من أشهر قديسات الكنيسة الكاثوليكية، ولدت في مدينة الينسون في فرنسا دخلت الدير وهي عمرها خمسة عشر سنة. تميزت رهبنتها بالطهارة الفائقة والوداعة. كتبت قصة حياتها وسمتها «قصة نفس» (بالفرنسية: L'histoire d'une âme) بأمر رؤساء الدير، ووضحت فيها منهجها المتواضع لتحقيق القداسة عن طريق عمل واجباتها اليومية بحب واخلاص، ويحتفل بذكراها كل سنه يوم 30 سبتمبر. وقد كان لها اثر كبير على مسيحيين من كل الطوائف. وخصوصاً عند البابا بيوس العاشر حيث قال أنها من اعظم قديسي العصر الحديث.
منذ كانت صغيرة حست بدعوة للحياة الدينية وواجهت صعوبات كثيرة وهي مازالت راهبة سنة 1888 حيث كانت عمرها 15 سنة وكانت وقتها مع إخوتها في المجتمع الكرملي في ليزيو في نورماندي. وبعد 9 سنين في الرهبنة توفيت عن عمر 24 عاما. وقد كتبت كتاب اسمه (حكاية روح) وهو عبارة عن مجموعة مقالات من قصة حياتها وتوزع هذا الكتاب بعد سنه من وفاتها على نطاق ضيق لكن تاثيره كان عميق جدا. اعترف البابا بيوس الحادى عشر بقوله انها نجمة حبريته والكاثوليك اعترفوا بقداستها عام 1925. وهي مازالت شفيعة فرنسا حتى الآن.

## روابط خارجية
- تيريز دو ليزيو على موقع IMDb (الإنجليزية)
- تيريز دو ليزيو على موقع الموسوعة البريطانية (الإنجليزية)
- تيريز دو ليزيو على موقع ميوزك برينز (الإنجليزية)
- تيريز دو ليزيو على موقع ديسكوغز (الإنجليزية)